# Mateo Sanabria
Mateo Naín Sanabria Doracio (Lomas de Zamora, 31 marzo 2004) è un calciatore argentino, attaccante dell'Al-Ain.

## Caratteristiche tecniche
È un'ala sinistra.

## Carriera

### Club
Sanabria è cresciuto nel settore giovanile del Lanús, con cui ha firmato un contratto professionistico nel settembre 2021.
 Ha esordito in prima squadra il 12 febbraio 2022 nell'incontro di Copa de la Liga Profesional perso 1-0 contro l'Huracán ed ha segnato il suo primo gol il 10 luglio, sempre contro l'Huracán.
Nell'agosto del 2023 è stato ceduto in prestito al Central Córdoba (SdE). Dopo un ulteriore periodo al Lanus, nel 2024 si è trasferito a titolo definitivo nella prima divisione degli Emirati Arabi Uniti all'Al-Ain.

### Nazionale
Ha giocato nella nazionale argentina Under-20.

## Statistiche

### Presenze e reti nei club
Statistiche aggiornate al 2 aprile 2024.
| Stagione        | Squadra               | Campionato      | Campionato | Campionato | Coppe nazionali | Coppe nazionali | Coppe nazionali | Coppe continentali | Coppe continentali | Coppe continentali | Altre coppe | Altre coppe | Altre coppe | Totale | Totale | Totale |
| Stagione        | Squadra               | Comp            | Pres       | Reti       | Comp            | Pres            | Reti            | Comp               | Pres               | Reti               | Comp        | Pres        | Reti        | Pres   | Reti   |        |
| --------------- | --------------------- | --------------- | ---------- | ---------- | --------------- | --------------- | --------------- | ------------------ | ------------------ | ------------------ | ----------- | ----------- | ----------- | ------ | ------ | ------ |
| 2022            | Lanús                 | PD              | 9          | 1          | CA+CdL          | 1+10            | 0               | CS                 | 2                  | 0                  |             | -           | -           | 22     | 1      |        |
| 2023            | Lanús                 | PD              | 2          | 0          | CA              | 1               | 0               |                    | -                  | -                  |             | -           | -           | 3      | 0      |        |
| 2023            | Central Córdoba (SdE) | PD              | -          | -          | CA+CdL          | 0+11            | 3               |                    | -                  | -                  |             | -           | -           | 11     | 3      |        |
| 2024            | Central Córdoba (SdE) | PD              | 0          | 0          | CA+CdL          | 0+10            | 0               |                    | -                  | -                  |             | -           | -           | 10     | 0      |        |
| Totale carriera | Totale carriera       | Totale carriera | 11         | 1          |                 | 33              | 3               |                    | 2                  | 0                  |             | -           | -           | 46     | 4      |        |